# Араксаван
Араксаван (арм. Արաքսավան) — село в области Арарат в Армении.
Главой сельской общины является Атом Тадевосян.

## География
Село Араксаван находится в юго-западной части Республики Армения, северо-западной части региона в 8 километрах к северу от города Арташата , в 20 км на юг Еревана и входит в состав Араратского марза, район Арташата, в Араратской долине. Находится на высоте 820—835 метров над уровнем моря. Протяженность 650 метров с запада на восток и 1000 метров с севера на юг, занимает территорию 40 гектаров.
Расположено в непосредственной близости к главной автомагистрали M2.
Из поселка выходят две дороги: одна в сторону села Димитров, а другая к реке Аракс. Село расположено в 1 км к западу от места впадения реки Раздан в Аракс. Село расположено рядом с сёлами Димитров, Масис.

## Население
По данным «Сборника сведений о Кавказе» за 1880 год в селе Сабунчи (Шах-задэ-Али-Сабунчи) Эриванского уезда по сведениям 1873 года был 171 двор и проживало 951 азербайджанцев (указаны как «татары»), которые были шиитами. Также в селе было расположено 2 мечети.
По данным Кавказского календаря на 1912 год, в селе Сабунчи Эриванского уезда проживало 765 человек, в основном азербайджанцев, указанных как «татары».
| Год  | Численность | Численность |
| ---- | ----------- | ----------- |
| 1831 | 474         | [ 5 ]       |
| 1897 | 1000        | [ 5 ]       |
| 1926 | 303         | [ 5 ]       |
| 1939 | 297         | [ 5 ]       |
| 1959 | 138         | [ 5 ]       |
| 1970 | 502         | [ 5 ]       |
| 1979 | 637         | [ 5 ]       |
| 1989 | 714         | [ 6 ]       |
| 2001 | 819         | [ 5 ]       |
| 2011 | 732         | [ 7 ]       |